# Аборты в Колумбии
До 2006 года аборты в Колумбии были запрещены без исключений. Терапевтический аборт для спасения жизни матери был разрешён между 1837 и 1936 годами. По состоянию на 2020 год аборт не считается преступлением, если он происходит в соответствии с тремя исключениями: (а) продолжение беременности представляет опасность для жизни или здоровья матери; b) наличие опасных для жизни пороков развития плода; и c) беременность является результатом изнасилования, искусственного оплодотворения без согласия или инцеста.

## История
Уголовное законодательство 1837 и 1936 годов разрешало терапевтический аборт, запрещая при этом все другие формы аборта. Уголовный кодекс 1890 года в статье 640 разрешал аборты, когда это было абсолютно необходимо для спасения жизни матери, но указывало, что закон не рекомендует такие средства, которые «в целом осуждались» католической церковью, католицизм являлся официальной религией в стране в то время. Во всех остальных случаях третьему лицу, пытавшемуся абортировать плод без согласия женщины, грозило от трёх до шести лет тюремного заключения (от пяти до десяти лет, если аборт был успешным) или от одного до трёх лет тюремного заключения, если женщина дала согласие (от четырёх до восьми лет, если аборт прошёл успешно). Если медицинский работник, акушерка или аптекарь будут признаны виновными в вышеуказанных преступлениях, срок наказания будет увеличен с шести месяцев до года. Закон также предусматривал смягчение приговора на 3–6 месяцев (5–10 месяцев, если аборт был успешным) в случае «честных женщин с хорошей репутацией», которые сделали аборт, чтобы «скрыть свою слабость» (aborto honoris causa).
Очень консервативный закон 1922 года о реформе уголовного кодекса отменил бы терапевтический аборт и наказал бы женщин, которые хотели сделать аборт, но сохраняли aborto honoris causa, но закон так и не вступил в силу. Правовая концепция aborto honoris causa, унаследованная от Испании и Италии, была основана на мнении, что мать-одиночка потеряла честь. В Уголовном кодексе 1936 года проводилось различие между абортом по согласию (от одного до четырёх лет тюремного заключения для женщины и практикующего) и без согласия на аборт (от одного до шести лет для практикующего), сохраняя положения о смягчении наказания (сокращение от половины до двух третей) или полное помилование за аборт ради сохранения чести матери, сестры, женщины, её потомков или приёмной дочери.
В статьях с 343 по 345 Уголовного кодекса 1980 года было отменено aborto honoris causa и приняты меры наказания и смягчающие обстоятельства, которые в значительной степени сохраняются в нынешнем Уголовном кодексе, принятом в 2000 году.

### Указ № 100 от 1980 года (Уголовный кодекс)
«СТАТЬЯ 343. АБОРТ. Женщина, которая делает аборт или позволяет другому сделать аборт, должна быть приговорена к тюремному заключению на срок от одного года до трёх лет.
Такому же наказанию подлежит тот, кто с согласия женщины совершит действие, предусмотренное в предыдущем параграфе.»

### Приговор С-133 от 1994 года
Конституционность статьи 343 Уголовного кодекса 1980 года была оспорена в Конституционном суде в 1994 году, который вынес решение в пользу статьи, криминализирующей аборт, в приговоре C-133 от 17 марта 1994 года. По мнению большинства, Конституция 1991 года признала право на жизнь одним из основных прав (в статье 11) и цитирует его как один из основополагающих принципов в преамбуле Конституции, а в статье 2 признается «приоритет и неприкосновенность жизни», исключение любой возможности аборта и разрешение законодателю наказывать такие действия. Кроме того, высказано мнение, что «жизнь нерождённого воплощает в себе основополагающую ценность, поскольку надежда на его существование как личности и его очевидная беспомощность требует особого внимания со стороны государства». Таким образом, колумбийское законодательство об абортах было конституционным в соответствии с обязанностью государства защищать жизнь «всех лиц», в то время Суд утверждал, что «очевидно» защищается жизнь во время её формирования и развития, учитывая, что эти этапы были условием для жизнеспособности рождения, происхождения юридического существования человека. Кроме того, Суд заявил, что если Конституция даёт парам право определять количество своих детей, это право может быть реализовано только до зачатия, поскольку зачатие создаёт существо, которое экзистенциально отличается от матери.

### Правовая ситуация до 2006 года
Законодательно аборты регулируются статьями 122–124 Уголовного кодекса Колумбии (закон 599 от 2000 года). Статья 122 Уголовного кодекса предусматривает наказание женщин, которые самостоятельно побуждались к аборту или давали согласие на то, чтобы кто-то другой склонял её к прерыванию беременности, к тюремному заключению на срок от одного до трёх лет, который был увеличен до срока от 16 до 54 месяцев в соответствии с законом 890 2004 года. Статья 123 наказывала тех, кто делал аборт без согласия женщине или девушке моложе четырнадцати лет, к сроку тюремного заключения от 4 до 10 лет, увеличенному до 64-180 месяцев законом 2004 года. Наконец, статья 124 допускает смягчающие обстоятельства: предписанное наказание за аборт будет уменьшено на три четверти, если беременность наступила в результате изнасилования или искусственного оплодотворения без согласия.

### Законодательство с 2015 года по настоящее время
В ноябре 2015 года генеральный прокурор Эдуардо Монтеалегре объявил, что направит в Конгресс законопроект, разрешающий аборты по запросу в течение первых 12 недель беременности. Министр здравоохранения Алехандро Гавирия Урибе поддерживает легализацию абортов, но сказал, что законопроект Монтеалегре не является самым подходящим механизмом для этого, утверждая, что препятствиями являются не юридические, а дезинформационные и культурные факторы.
14 марта 2020 года Конституционный суд Колумбии вынес решение в отношении полученного иска против действующего закона, который требовал полного запрета абортов. В иске утверждалось, что аборт был неконституционным и ограничивал права нерождённого ребёнка. Суд постановил запретить все аборты, сохранив действующие требования к процедуре.

## Дело Марты Сулай Гонсалес
В 2006 году дело женщины из Перейры Марты Сулай Гонсалес привлекло народное внимание к проблеме абортов в стране. У Марты Сулай, уже матери троих детей, в 2004 году был диагностирован рак шейки матки во время беременности четвёртым ребёнком (несмотря на предыдущую перевязку маточных труб). Её просьбы о проведении химиотерапии и радиотерапии были отклонены, поскольку они повлекли бы за собой прерывание её беременности, что было незаконным. Её врачи сказали, что они решили продолжить её беременность, потому что, хотя в медицинской литературе указывается, что в таких случаях следует игнорировать беременность и начинать радиотерапию, терапевтический аборт в Колумбии запрещён, и они совершат преступление. Её рак метастазировал в 2006 году. Однако специалисты по медицинскому праву утверждали, что аборт в её случае не был бы наказуем, поскольку можно было бы добиваться не смерти плода, а, скорее, спасения жизни матери.

## Судебные отводы
Марта Сулай Гонсалес при поддержке местных и национальных групп продолжала требовать декриминализации абортов в Колумбии. Начиная с апреля 2005 года, несколько юристов во главе с Моникой Роа из неправительственной организации Women’s Link Worldwide обжаловали конституционность статей Уголовного кодекса, касающихся абортов, в Конституционном суде. Суд объединил три отдельные жалобы в одно дело. В докладе Моники Роа утверждалось, что запрет на аборты нарушает конституционное право женщины на свободное развитие личности (исп. libre desarrollo de la personalidad) и автономию, поскольку государство мешает ей свободно принимать решения по вопросам, относящимся исключительно к её компетенции. Далее она предположила, что законодательство является непропорциональным, нарушает право женщин на равенство (путём криминализации медицинской практики, необходимой только женщинам, а отказ в аборте является ярким примером дискриминации в отношении женщин, нарушающей их конституционные права на здоровье и жизнь). Помимо статьи 122 Уголовного кодекса, Роа также оспорила фразу в статье 123, которая подвергала тех, кто делал аборт несовершеннолетним в возрасте до четырнадцати лет, более строгим тюремным сроком, поскольку она сказала, что это нарушает конституционно признанную автономию юной девочки. Наконец, Роа оспорила статью 124 в целом, поскольку простое возбуждение уголовного дела за аборт перед лицом сексуального насилия было нарушением достоинства, свободы и автономии женщины.
Поддерживая свои аргументы, Роа также утверждала, что подпольные аборты угрожают жизни женщины, и процитировала несколько мнений международных организаций и международных документов по правам человека (которые имеют конституционную ценность и имеют обязательную юридическую силу в конституционном праве Колумбии). Другие конституционные аргументы, представленные в пользу декриминализации, включали секуляризм государства, гендерное равенство, человеческое достоинство, право на близость и свободу совести.
Религиозная оппозиция абортам была особенно сильной во время судебного разбирательства, особенно со стороны католической церкви и Opus Dei, а также их союзников в Конгрессе. Во время президентской кампании 2006 года действующий президент Альваро Урибе заявил, что он выступает против абортов, но большинство его соперников, в том числе занявший второе место Карлос Гавириа, бывший судья Конституционного суда, поддержали права на аборт и юридические возражения против Уголовного кодекса.
Колумбийский институт благосостояния семьи (ICBF) выступил против абортов как меры планирования семьи, но положительно отозвался о декриминализации абортов в некоторых случаях. В своём выступлении в Суде омбудсмен (Defensor del Pueblo), автономная организация конституционного контроля, поддержала правовое оспаривание запрета на аборты. Как и другие участники, омбудсмен утверждал, что закон основан на ретроградном взгляде на женщин как на «чисто биологическое», игнорируя современные конституционные положения о гендерном равенстве. Министерство социальной защиты в первую очередь упомянуло риски для здоровья населения, связанные с подпольными абортами, чтобы поддержать своё мнение о том, что ограничительные законы, подобные тем, которые существуют в Колумбии, никоим образом не эффективны в сокращении числа нежелательных беременностей.
Епископальная конференция Колумбии выступила против декриминализации абортов, утверждая, что оспариваемые статьи Уголовного кодекса защищают жизнь, здоровье и неприкосновенность нерождённого ребенка, а также матери. Магистериум подверг критике современные представления о свободе, в которых люди принимают в качестве единственного и неоспоримого ориентира для своего собственного выбора «не правду о добре и зле, а только свое субъективное и изменчивое мнение или даже свои эгоистичные и причудливые интересы», что привело к потере о любых ссылках на общие ценности и на государство, где всё может быть предметом переговоров, «даже первое из основных прав, право на жизнь». Епископальная конференция утверждала, что «изначальное и неотъемлемое право на жизнь» не может быть предметом политических дебатов, и заявила, что «требовать права на аборт, на детоубийство […] означает приписывать человеческой свободе извращённое и злое значение: абсолютная власть над другими и против других». Противники оспаривания закона обратили внимание на Американскую конвенцию о правах человека, в статье 4.1 которой говорится, что «Каждый человек имеет право на уважение к его жизни. Это право охраняется законом и в целом с момента зачатия». В дополнение к этому официальному вмешательству Конституционный суд получил письмо, подписанное всеми архиепископами Колумбии, включая Педро Рубиано Саэнса, архиепископа Боготы, с призывом признать статьи конституционными.
Генеральный инспектор Колумбии Эдгардо Майя Вильясон обратился к суду с просьбой отменить уголовную ответственность за аборты в случаях, связанных с материнским здоровьем, опасными для жизни пороками плода и зачатием без согласия женщины (с юридической точки зрения статья 122 признана условно конституционной). По конституции Генеральный инспектор постановил, что право на жизнь должно быть сбалансировано с принципом человеческого достоинства и толковаться вместе с ним. Генеральный инспектор пришёл к выводу, что криминализация абортов в вышеупомянутых случаях представляет собой необоснованную и несоразмерную санкцию, нарушающую основные права женщины.

## Приговор C-355 от 2006 года
10 мая 2006 года Конституционный суд вынес решение 5-3, которое частично декриминализировало аборты в Колумбии при определённых обстоятельствах.
По мнению большинства, был рассмотрен ряд конституционных и правовых вопросов, касающихся жизни и основных прав, в том числе:
- Жизнь и право на жизнь: Суд постановил, что Конституция Колумбии не только защищает право на жизнь, но и признаёт жизнь как ценность, что подразумевает обязанность государства защищать жизнь. Однако, если законодателям разрешено принимать соответствующие меры для выполнения этой обязанности, это не означает, что все меры, принятые в этом смысле, обязательно оправданы, потому что жизнь не имеет характера абсолютной ценности или права и должна быть взвешена с учетом других конституционных ценностей, принципов и прав. Право на жизнь (статья 11 Конституции) ограничено людьми, а защита жизни как ценности распространяется на ещё не рожденных детей[1].
- Жизнь в международном праве по правам человека: Суд рассмотрел защиту права на жизнь в нескольких международных договорах по правам человека, которые имеют конституционный статус в Колумбии как части «конституционного блока». Международный пакт о гражданских и политических правах и Конвенция о правах ребёнка прямо заявляют, что право на жизнь принадлежит человеку[1]. Вышеупомянутая Американская конвенция о правах человека гласит, что право на жизнь должно быть защищено жизнью «в целом» с момента зачатия; но Суд постановил, что это не носит абсолютный характер, особенно потому, что термин «в целом» предполагает возможности, в которых закон не защищает жизнь с момента зачатия[7].
- Права женщин в Конституции Колумбии и международном праве: Гендерное равенство и права женщин были конституционно признаны в 1991 году, в то время как международные конвенции и правовые акты по правам человека защищали репродуктивные права женщин и признали насилие в отношении женщин одним из самых серьёзных преступлений.
- Ограничения полномочий законодателя по уголовным делам: Хотя колумбийский законодатель имеет широкую свободу в определении уголовного права, эти полномочия не безграничны. Уголовное законодательство должно уважать основные права, конституционные принципы и правовые принципы соразмерности и разумности. Некоторые из конституционных ограничений законодательной власти законодателя включают человеческое достоинство (которое для женщин включает право свободно определять свою жизнь), свободное развитие личности (libre desarrollo de la personalidad, личная автономия), право на здоровье (что для женщин включает репродуктивное здоровье) и международное право.

В частности, Суд постановил, что полный запрет на аборты в статье 122 Уголовного кодекса является неконституционным. Хотя жизнь нерождённого ребенка защищена конституционным порядком, Суд счёл, что законодатель не обязан принимать уголовные законы для защиты жизни нерождённого ребенка, хотя он также заявил, что такие меры не были несоразмерными. Однако полный запрет на аборты означал полное преобладание одного законного интереса (жизни будущего ребёнка) над всеми другими, в частности, над основными правами матери. Конституция Колумбии, по мнению Суда, характеризуется сосуществованием нескольких ценностей, принципов и прав, ни одно из которых не имеет абсолютной ценности по сравнению с другими. Следовательно, запрет на аборты был неконституционным, поскольку полностью игнорировал достоинство матери и превращал её в «всего лишь вместилище нерождённой жизни, лишенную прав или конституционно значимых интересов, заслуживающих защиты». Статья 124, предусматривающая смягчение приговора матери в случаях изнасилования, также была признана неконституционной, поскольку она была несоразмерной. В результате Суд постановил, что аборт должен быть разрешён в случаях, когда беременность является результатом изнасилования, искусственного оплодотворения без согласия, инцеста, если беременность угрожает жизни и здоровью (физическому и психическому) женщины, а также в случаях пороков развития плода, делающих плод нежизнеспособным.
Суд также исключил фразу «или у женщин моложе четырнадцати» в статье 123, которая приговорила тех, кто делал аборт женщине моложе четырнадцати лет, к более длительному тюремному заключению. Предыдущая конституционная юриспруденция признавала, что несовершеннолетние имеют право, в зависимости от их зрелости, давать согласие на медицинское вмешательство или лечение.
В заключение Суд заявил, что он ограничился рассмотрением трёх «крайних сценариев», нарушающих Конституцию, и что ничто не мешает законодателю отменить уголовную ответственность за аборты при других обстоятельствах.

## Текущая правовая ситуация
На сегодняшний день Конгресс не внёс поправки в Уголовный кодекс, чтобы учесть постановление Конституционного суда C-355/06. Таким образом, аборты в Колумбии в настоящее время разрешены в трёх случаях, которые были декриминализованы приговором C-355/06.

### Изнасилование, инцест и искусственное оплодотворение без согласия
Аборт разрешён, если беременность наступила в результате изнасилования, жестокого полового акта без согласия, инцеста и искусственного оплодотворения или передачи оплодотворённой яйцеклетки без согласия. При таких обстоятельствах необходимо, чтобы о правонарушении было должным образом сообщено в соответствующие органы. Приговор C-355/06 недвусмысленно запрещает законодателям принимать нормативные меры, которые могут создать несоразмерное бремя для прав женщин, например, требовать судебно-медицинских доказательств сексуального проникновения.

### Материнская жизнь или здоровье
Аборт является законным в тех случаях, когда продолжение беременности представляет опасность для физического или психического здоровья или жизни матери, при условии медицинского освидетельствования. Суд не устанавливал конкретных случаев, которые представляли бы угрозу здоровью или жизни матери, вместо этого оставив такие задачи медицинским работникам.

### Пороки развития плода
Аборт является законным в тех случаях, когда подтверждённые с медицинской точки зрения серьёзные пороки развития плода означают, что новорождённый, вероятно, не выживет. Суд не установил конкретных пороков развития, оставив такие задачи медицинским работникам.

### Отказ по соображениям совести
В приговоре C-355/06 Конституционный суд подтвердил, что юридические лица не имеют права на отказ совершать аборт по соображениям совести — право, признаваемое только за физическими лицами. Следовательно, ни одна клиника, больница или другой медицинский центр не может отказать в аборте по соображениям совести в вышеупомянутых случаях. Врач, который отказывается делать аборт, должен, тем не менее, направить женщину к другому врачу, который может сделать аборт. В другом постановлении суда, Т-209 от 2008 года, Конституционный суд подчеркнул, что отказ от военной службы по соображениям совести может быть основан только на религиозных убеждениях, а не на личном мнении.

## Барьеры и препятствия на пути к прерыванию беременности
Несмотря на декриминализацию аборта для нескольких женских групп, Конституционный суд выявил ряд препятствий, налагаемых на женщин, желающих сделать легальный аборт. К ним относятся запросы о дополнительных требованиях к тем, которые изложены в приговоре C-355/06, необоснованные возражения по соображениям совести и медицинские комиссии, неоправданно откладывающие процедуру более чем на 5 дней (срок, установленный Судом для ответа на запрос женщины).
В октябре 2009 года Конституционный суд рассмотрел дело женщины, у которой был диагностирован серьёзный порок развития плода, несовместимый с жизнью, но её поставщик медицинских услуг разрешил аборт только в том случае, если судья вынесет судебное постановление об этом (условие не требуется в соответствии с законом), который судья не удовлетворил по соображениям совести. В постановлении суда было повторено, что ни учреждения, ни судебные органы не могут отказать женщине в прерывании беременности на основании убеждений совести, и заявлено, что в обстоятельствах, когда аборт является законным, женщины «имеют право принимать решение без какого-либо давления, принуждения, призывов, манипуляции и вообще любого недопустимого вмешательства, чтобы прервать беременность… Запрещается создавать какие-либо препятствия, требования или дополнительные препятствия».

## Статистика
В октябре 2013 года Институт Гутмахера сообщил, что в 2008 году в Колумбии было произведено около 400 400 искусственных абортов, из которых только 322 были зарегистрированы как юридические процедуры. Эти цифры намного выше, чем официальная статистика Министерства здравоохранения, согласно которой в период с 2009 по 2012 год в Колумбии было произведено 15 000 абортов. В Боготе, по данным районного департамента здравоохранения, в период с 2006 по 2013 год в городе было произведено 16 947 легальных абортов. Наиболее часто упоминаемыми причинами легального аборта в Боготе были психическое здоровье (52,8%) и физическое здоровье (27,8%).
По данным прокуратуры, в период с 2005 по 2017 год 2290 женщин были привлечены к уголовной ответственности за аборты. Из них 502 — несовершеннолетние, и помимо трёх девочек в возрасте от 11 до 12 лет, 499 человек в возрасте от 14 до 18 лет были вынуждены предстать перед судом. Приблизительно 25,2% женщин, подвергшихся наказанию за аборт в Колумбии, являются несовершеннолетними.

## Решение Верховного суда по иску
2 марта 2020 года Конституционный суд Колумбии объявил себя неспособным и некомпетентным выносить постановление в отношении иска против действующего указа, который разрешает аборты только в трёх конкретных случаях, и что жизни матери и ребёнка находятся под угрозой. В иске просили разрешить аборт без ограничений. Суд заявил, что у него недостаточно аргументов для вынесения приговора.